# Vanderlei de Lima
Vanderlei Cordeiro de Lima (1969. augusztus 11. –) olimpiai bronzérmes brazil atléta, maratoni futó. Leginkább arról ismert, hogy az athéni olimpián egy ír pap megtámadta a táv 35. kilométerénél. Kilökte a nézők közé, miközben az élen állt. A történtek miatt elvesztette vezető helyét, végül az ezüstéremről is lemaradt, így lett harmadik. Az eset nagy felháborodást keltett, és de Lima megkapta a Pierre de Coubertin-érmet.
Több nemzetközi maratonon győzött pályafutása alatt. Többek közt nyert a tokiói, valamint a Hamburg Maratonon, továbbá két aranyérme van a pánamerikai játékokról.

## Pályafutása
1994-ben nyerte első maratonját, a Reims Maratont. 1996-ban győzött Nemzetközi Tokió Maratonon, továbbá ebben az évben szerepelt első alkalommal az olimpiai játékokon. Atlantában 2.21:01-es időeredménnyel a középmezőnyben, negyvenhetedikként zárt.
1997-ben huszonharmadik lett az atlétikai világbajnokságon, majd 1998-ban 2.08:31-gyel, pályafutása legjobb idejével ért célba a tokiói maratonon; a versenyen másodikként végzett a spanyol Alberto Juzdado mögött. 1999-ben aranyérmet szerzett a pánamerikai játékokon, a 2000-es Sydney-i olimpián azonban csak a hetvenötödik helyen futott át a célvonalon.
A 2003-as pánamerikai játékokon megvédte címét, 2004 áprilisában pedig győzött a Hamburg Maratonon, így az egyik esélyesként indult az athéni olimpiára.

### Dráma Athénban
Athénban valóban nagy esélye volt a győzelemre, egyben arra is, hogy ő legyen hazája első atlétája, aki megnyeri a maraton számát a játékokon. 35 kilométer megtétele után az élen állt, 25-30 másodperces előnyben. Ekkor a nézők közül kirohant Cornelius Horan – egy egyházából kitaszított ír pap – és erőszakkal az út mentén álló tömegbe taszította. A nézők valamint a rendezőség tagjai segítettek rajta, és rövid idő alatt kiszabadították az őrült férfi szorításából. A történtek miatt közel húsz másodpercet vesztett, és kizökkent ritmusából. A 38. kilométer után az olasz Stefano Baldini valamint az amerikai Mebrahtom Keflezighi is utolérte, végül 2:12.11-es idővel a harmadik, bronzérmes helyen ért célba.
Horannak nem ez volt az első botrányt kiváltó tette. 2003-ban a Formula–1-es világbajnokság brit versenyén, a futam alatt berohant a pályára, kezében a Bibliát népszerűsítő táblákkal. Lima megtámadásáért egyéves felfüggesztett börtönbüntetéssel és 3000 eurós pénzbírsággal sújtották.
Az athéni eset nagy közfelháborodást váltott ki, és a játékok végén - mintegy kárpótlásul – Limának ítélték a Pierre de Coubertin-érmet. 2005. július 1-jén a brazil strandröplabda-játékos, Emanuel Rego – aki Ricardo Santos társaként olimpiai bajnok lett Athénban – egy televíziós műsorban felajánlotta Lima számára aranyérmét. "Nem fogadhatom el Emanuel érmét. Boldog vagyok a sajátommal, ami bronz ugyan, de számomra arany." – utasította vissza Rego sportszerű felajánlását Lima.

### Az olimpia után
Indult ugyan a 2005-ös világbajnokságon, de nem ért célba. 2006-ban ötödik lett az amszterdami, majd 2007-ben hatodik a tokiói és hetedik a milánói maratonon. 2007-ben még szerepelt a pánamerikai játékokon, azonban címét nem tudta megvédeni, és még csak célba sem ért: a 37. kilométernél kiállt izomproblémák miatt.
Utolsó nevesebb maratonja a 2009-es párizsi maraton volt, ahol harmincadikként zárt.

## Egyéni legjobbjai
- 3000 méteres síkfutás – 8:02,81 (1998)
- 10000 méteres síkfutás – 28:08,03 (1997)
- 20 kilométeres futás – 1.02.55 (1988)
- Maratoni futás – 2.08:31 (1998)